# باریکه نور

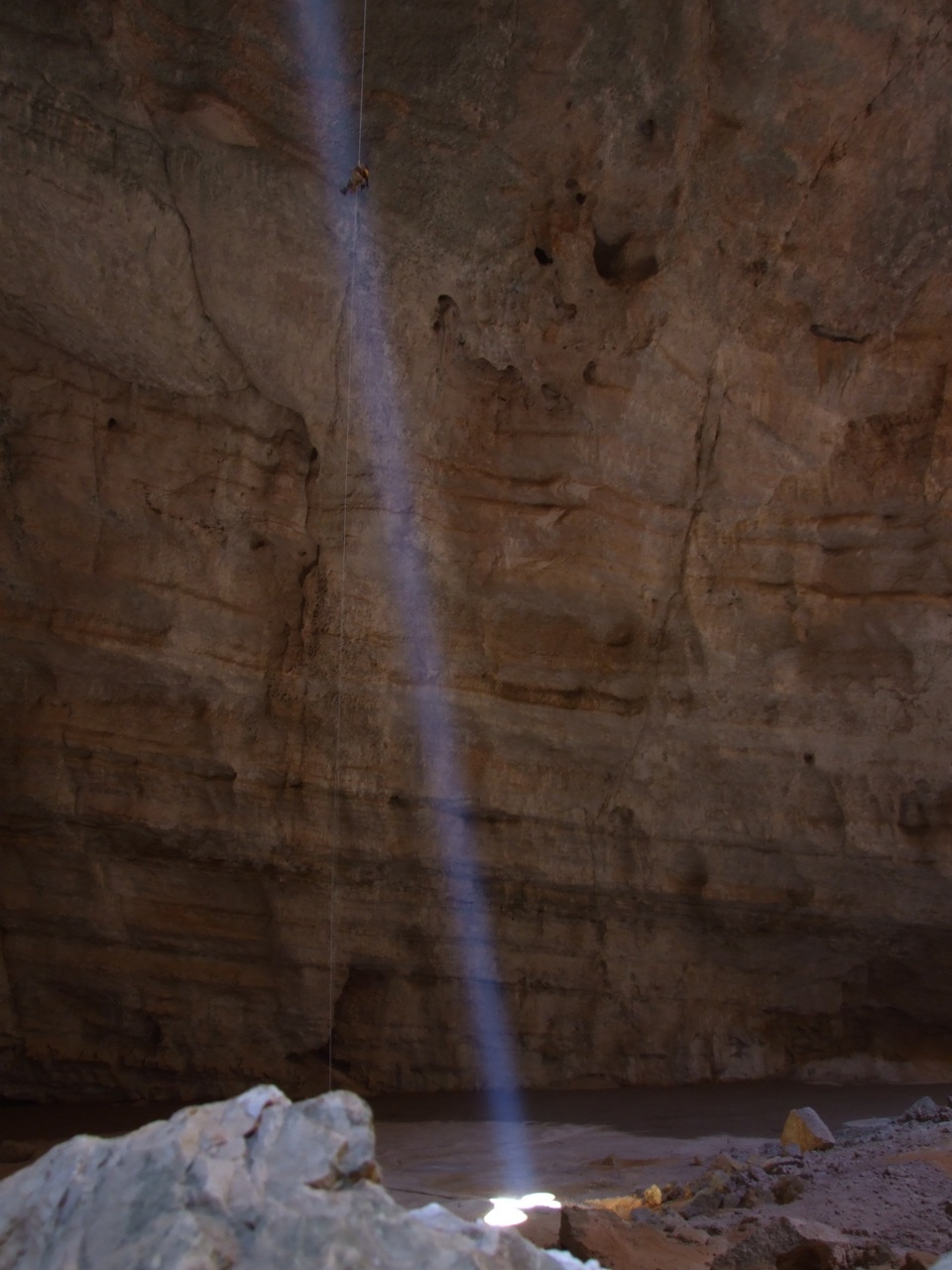
باریکه نور طبیعی در غار مجلس الجن غار محل ملاقات جن» در عمان

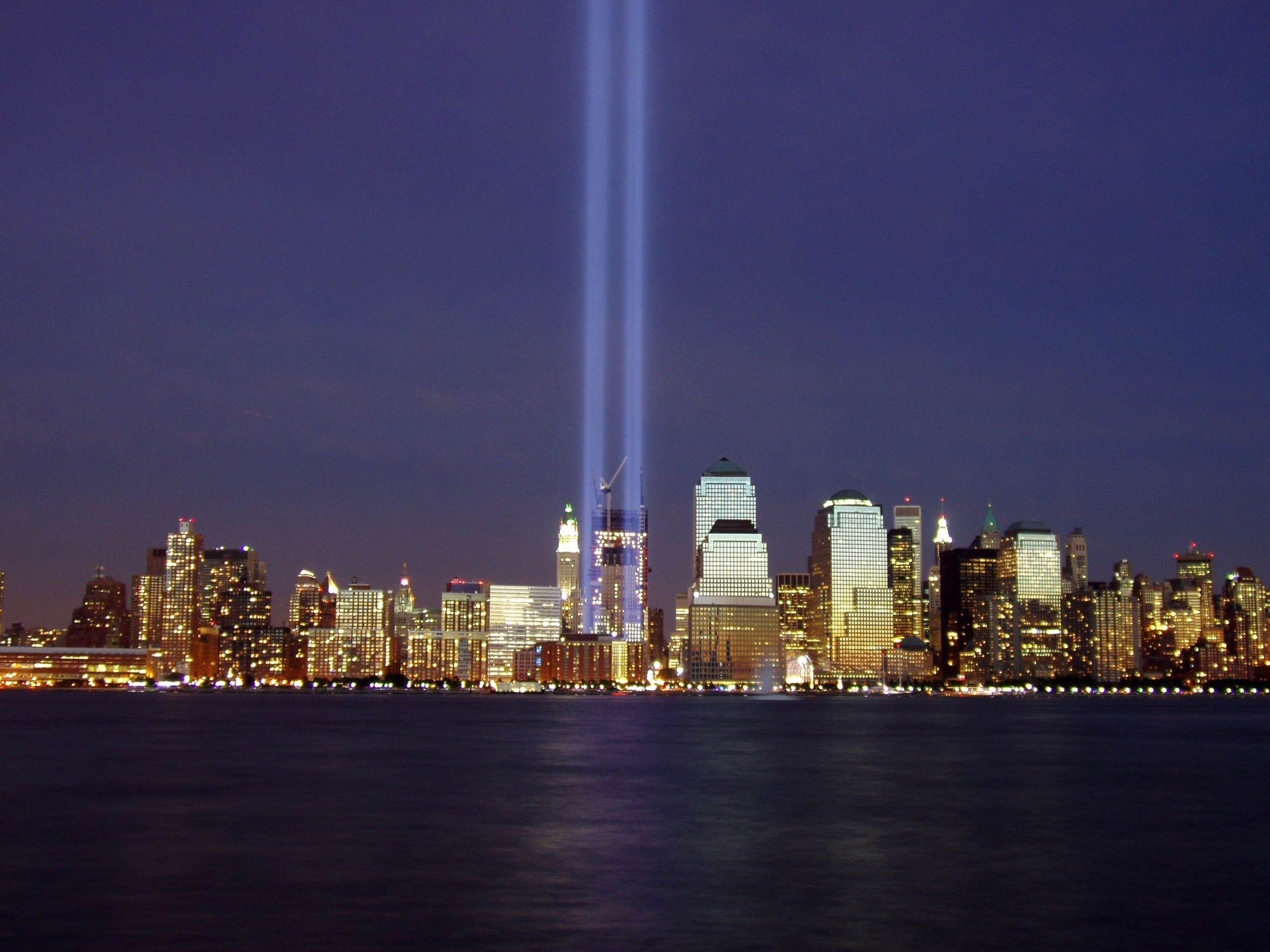
دو باریکه نور برای نماد برج‌های دوقلوی مرکز تجارت جهانی به عنوان بخشی از ادای احترام با نور استفاده شد.

یک باریکه نور یا پرتو نور یا نورد نور (به انگلیسی: Light beam)، یک تابش جهت‌دار انرژی نور است که از یک منبع نور تابش می‌کند. نور خورشید وقتی از میان رسانه‌هایی مانند ابرها، شاخ و برگها یا پنجره‌ها فیلتر می‌شود، یک باریکه نور (یک باریکه خورشید) را تشکیل می‌دهد. برای تولید مصنوعی یک باریکه نور، یک لامپ و یک بازتابنده سهمی در بسیاری از وسایل روشنایی مانند نورافکن، چراغ جلوی ماشین، قوطی‌های PAR و محفظه‌های دیود نورگسیل (LED) استفاده می‌شود. نور حاصل از انواع خاصی از لیزر دارای کمترین واگرایی نور ممکن است.

## باریکه‌های نور مرئی
از پهلو، یک باریکه نور تنها زمانی قابل دیدن است که بخشی از نور توسط اجسام پراکنده شود: ذرات ریز مانند گرد و غبار، قطره‌های آب (تنک‌مه، مه، باران)، تگرگ، برف یا دود، یا اجسام بزرگتر مانند پرندگان. اگر اشیاء زیادی در مسیر نور وجود داشته باشند، آنگاه به صورت یک باریکه پیوسته ظاهر می‌شود، اما اگر فقط چند جسم وجود داشته باشد، نور به صورت چند نقطه روشن منفرد قابل مشاهده است. در هر صورت، این پراکندگی نور از یک باریکه، و دید حاصل از یک باریکه نور از کنار، به عنوان اثر تیندال شناخته می‌شود.

### دید از پهلو به‌عنوان اثر جانبی
- چراغ‌قوه («مشعل» بریتانیایی)، باریکه‌ای که با دست هدایت می‌شود
- چراغ جلوی ماشین، باریکه رو به جلو؛ لامپ در یک وسیله نقلیه یا روی پیشانی یک شخص نصب شده‌است، به عنوان مثال در یک کلاه ایمنی تعبیه شده‌است.
- فانوس دریایی، باریکه‌ای که به صورت افقی پیرامون را فرا می‌گیرد.
- نورافکن، باریکه به سمت چیزی

### دید از کنار به‌عنوان هدف
برای دیده شدن باریکه‌های نور از کنار، گاهی از دستگاه مه‌شکن یا دستگاه مه‌پاش استفاده می‌شود. تفاوت بین این دو این است که خود مه نیز یک جلوه بصری است.

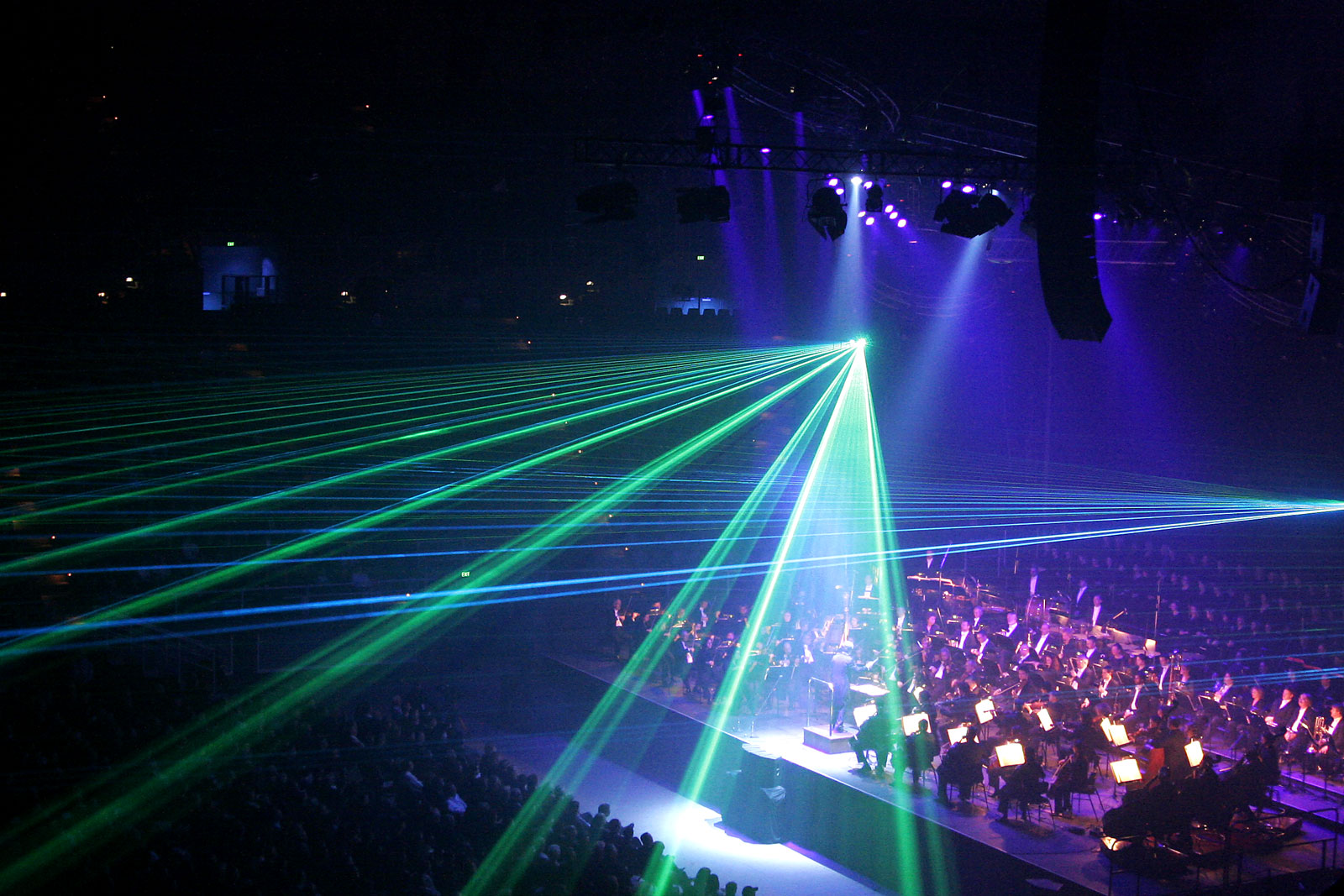
باریکه‌های لیزری برای اثر نوری در اجرای موسیقی

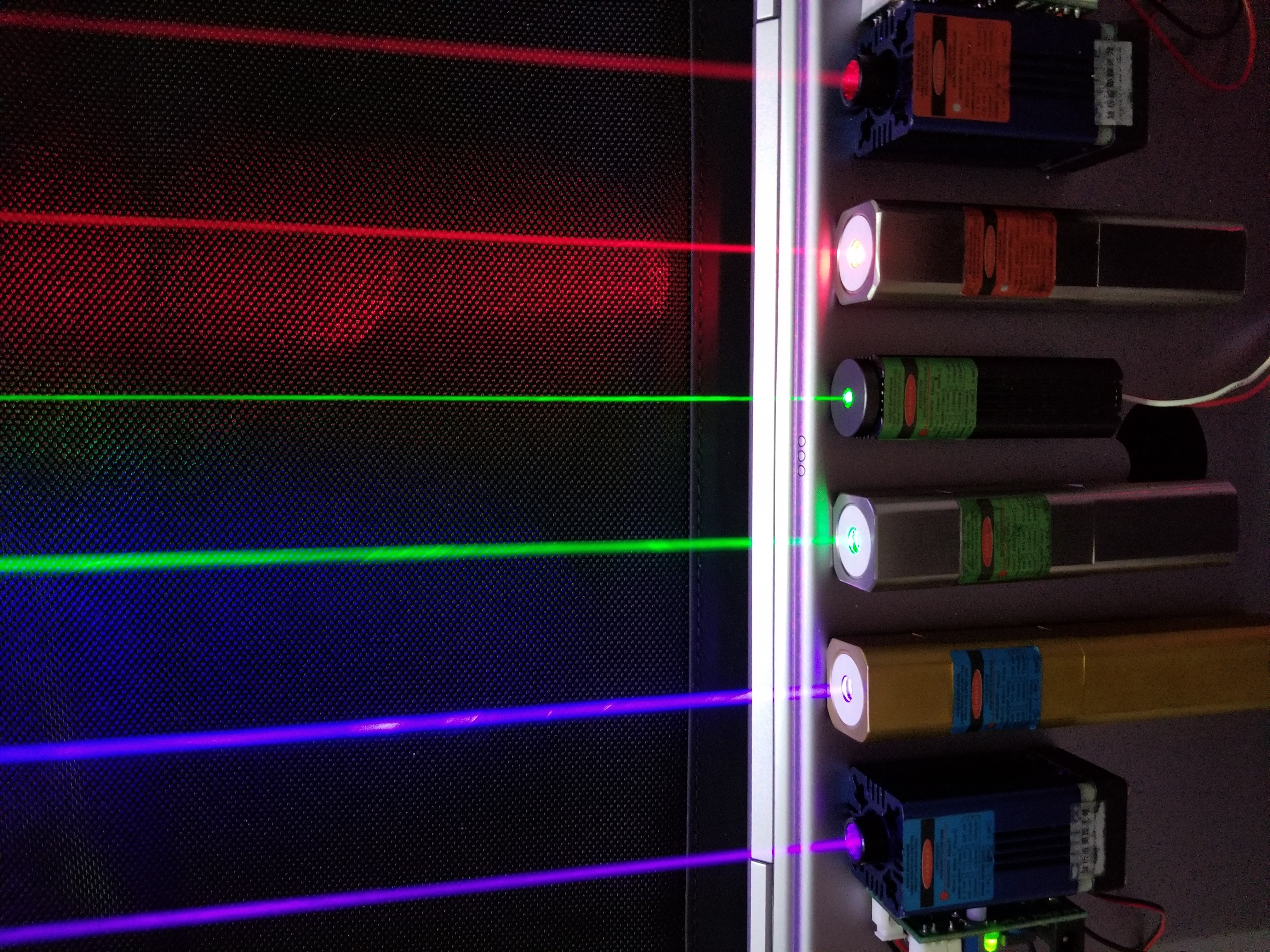
باریکه‌های لیزری مختلف با طول موج ۴۰۵–۶۶۰ نانومتر

- نمایشگر نوری لیزری - باریکه‌های لیزری اغلب برای جلوه‌های بصری، اغلب در ترکیب با موسیقی استفاده می‌شوند.
- نورافکن اغلب در تبلیغات استفاده می‌شود، به عنوان مثال توسط فروشندگان خودرو. باریکه نور در یک منطقه بزرگ قابل دیدن است و (حداقل در تئوری) افراد علاقه‌مند می‌توانند فروشنده یا فروشگاه را با دنبال کردن باریکه تا منبع آن پیدا کنند. این کار برای اولین نمایش فیلم نیز انجام می‌شد. باریکه‌های نورافکن متحرک همچنان به عنوان یک عنصر طراحی در لوگوی استودیوی فیلمسازی فاکس قرن بیستم دیده می‌شود.